# Konstanty Wojciechowski (1872–1924)

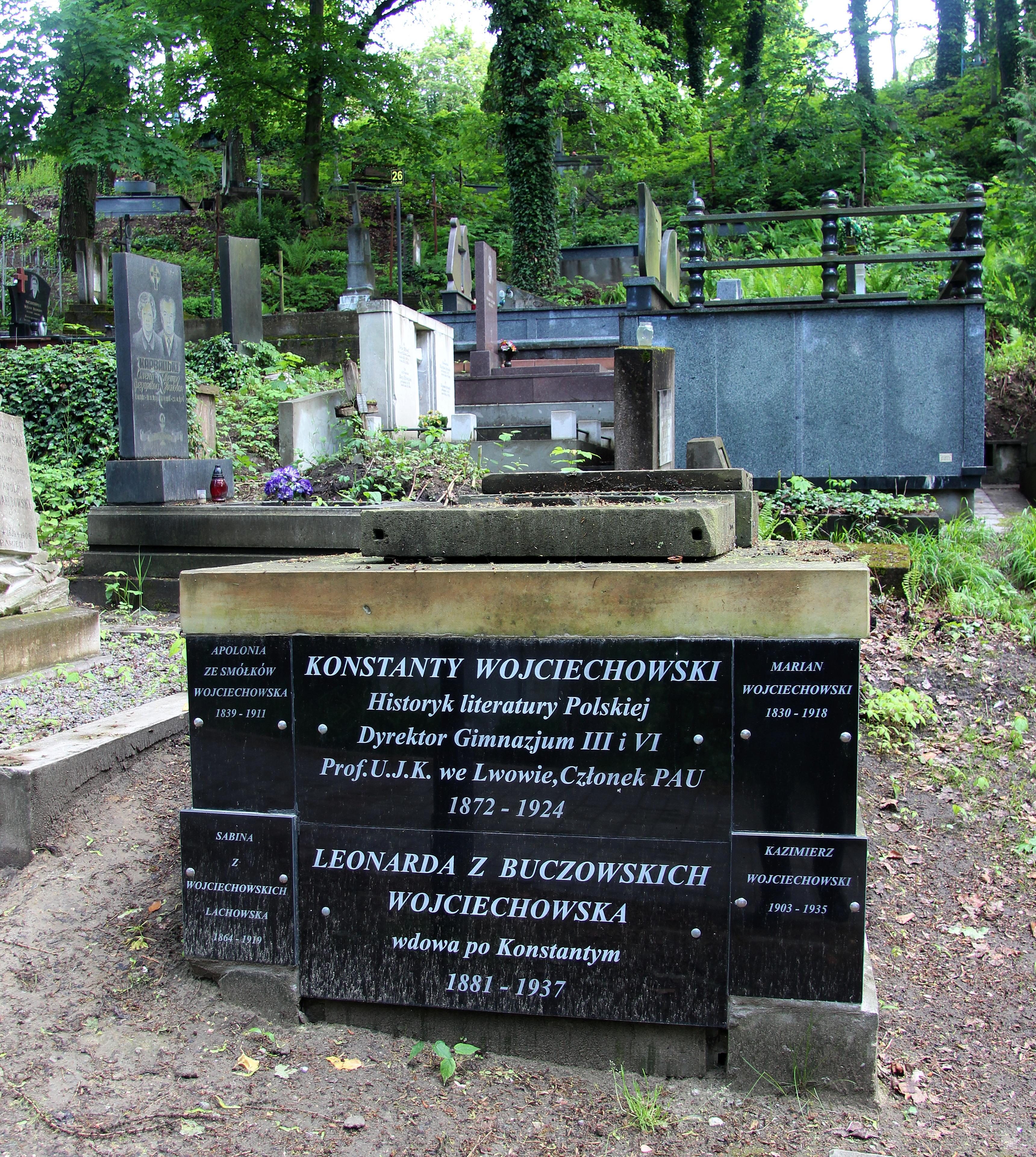
Grób Konstantego Wojciechowskiego

Konstanty Wojciechowski (ur. 11 marca 1872 w Sokolnikach, zm. 16 lipca 1924 we Lwowie), polski historyk literatury, pedagog.

## Życiorys
Był dyrektorem gimnazjum w Stryju, C. K. VI Gimnazjum we Lwowie (1910-1917) oraz III gimnazjum im. Stefana Batorego we Lwowie (w latach 1907-1923), profesorem historii literatury polskiej na Uniwersytecie Lwowskim (od 1916), członkiem Akademii Umiejętności (od 1907, potem Polskiej Akademii Umiejętności), Towarzystwa Literackiego im. Adama Mickiewicza, Towarzystwa Naukowego Lwowskiego i Warszawskiego, Naukowej Komisji Egzaminacyjnej. 
2 maja 1923 został odznaczony Krzyżem Kawalerskim Orderu Odrodzenia Polski „za długoletnią i nieskazitelną pracę zawodową”.
Pochowany na cmentarzu Łyczakowskim we Lwowie .

## Publikacje
Autor licznych rozpraw naukowych z zakresu literatury ojczystej, podręczników metodyki i języka polskiego:
- Dzieje literatury polskiej. Lwów: Książnica-Atlas, 1926.
- Przewrót w umysłowości i literaturze polskiej po roku 1863; Miłość w poezji polskiej; Ballady i romanse; Współzawodnik Sienkiewicza. Warszawa: Książnica-Atlas, 1928.
- Historja powieści w Polsce: rozwój typów i form romansu polskiego na tle porównawczem. Lwów: Gubrynowicz, 1925.
- O Zygmuncie Krasińskim. Lwów: Macierz Polska, 1911.
- "Pan Tadeusz" Mickiewicza a romans Waltera Scotta. Kraków: Akademia Umiejętności, 1919.
- Uniwersytet Jagielloński i jego dzieje: w 500 rocznicę jego założenia. Lwów: Macierz Polska, 1900.
- Uwagi wstępne do badań nad nowszą literaturą polską: z rękopisu pośmiertnego. Lwów: Książnica-Atlas, 1926.
- W dwudziestą piątą rocznicę założenia "Czytelni Akademickiej" we Lwowie 1867-1892. Lwów: "Czytelnia Akademicka", 1892.
- W setną rocznicę urodzin - Juliusz Słowacki : żywot i wybór pism. Lwów: Macierz Polska, 1909.
- Werter w Polsce. Lwów: B. Połoniecki, 1904.
- Wiek oświecenia : historja literatury wieku oświecenia w Polsce. Lwów: Zakł. Nar. im. Ossolińskich, 1926.
- Wielcy pisarze polscy : wypisy na klasę 7 szkół powszechnych. Lwów: Książnica Polska, 1923.
- Wskazówki metodyczne do programu gimnazjum państwowego: język polski (gimnazjum wyższe). Warszawa, 1923.
- Zwięzły podręcznik do historyi literatury polskiej. Lwów: S. Köhler, 1899.
- Kajetan Koźmian: życie i dzieła. Lwów: Gubrynowicz i Schmidt, 1897.
- Jan Kochanowski z Czarnolasu. Lwów: Macierz Polska, 1899.
- Bolesław Prus. Lwów: Macierz Polska, 1913.
- Henryk Sienkiewicz. Lwów: Macierz Polska, 1917.
- Ignacy Krasicki: życie i dzieła. Lwów: Macierz Polska, 1914.
- Piotr Skarga. Lwów: Macierz Polska, 1912.
- Henryk Sienkiewicz. Lwów: Książnica-Atlas, 1925.